# Lush Life (джазовый стандарт)
«Lush Life» (с англ. — «Шикарная жизнь») — джазовый стандарт, который был написан Билли Стрэйхорном с 1933 по 1936 год. Впервые музыка была публично исполнена певицей Кей Дэвис под аккоманемент Стрэйхорна в рамках концерта Дюка Эллингтона в Карнеги-холле 13 ноября 1948 года (сохранилась аудиозапись этого исполнения).
Нэт Кинг Коул исполнил «Lush Life» в 1949 году, в то время как трубач Гарри Джеймс записывал её четыре раза. В 1950-х годах её исполняли джазовые вокалистки Элла Фитцджеральд, Кармен Макрей, Сара Воан. Джон Колтрейн записал её дважды. Первой была 14-минутная версия, записанная в 1958 году в качестве заглавного трека альбома для лейбла Prestige. Другая была на John Coltrane and Johnny Hartman с вокалистом Джонни Хартманом, записана в 1963 году. Курт Эллинг записал версию для своего альбома Dedicated to You: Kurt Elling Sings the Music of Coltrane and Hartman. Фрэнк Синатра пытался записать версию для своего альбома Only the Lonely 1958 года, но так и не закончил полную версию. Незаконченные дубли Синатры, поющие «Lush Life», в конечном итоге были официально выпущены в рамках 60-летнего юбилейного переиздания альбома.
Версия Линды Ронстадт выиграла премию «Грэмми» за лучшую инструментальную аранжировку, сопровождающую вокал (1986).